# Sistema de ecuaciones diofánticas lineales
Un sistema de ecuaciones diofánticas lineales se define como {\displaystyle A{\vec {x}}={\vec {b}}} de manera similar a un sistema de ecuaciones lineales clásico donde {\displaystyle a_{ij},b_{i},x_{i}\in \mathbb {Z} }. En el caso de la ecuación diofántica se busca conseguir una única ecuación diofántica lineal usando sustitución y otros métodos comunes de la resolución de sistemas de ecuaciones lineales. Una vez se haya encontrado la solución de esta ecuación única se aplican las igualdades obtenidas para obtener el resultado de las demás incógnitas. Para que la ecuación tenga soluciones debe cumplir las condiciones necesarias de cualquier sistema de ecuaciones lineales y además {\displaystyle mcd(a_{i1},...,a_{ij})\mid b_{i}} (El máximo común divisor de cada fila debe poder dividir a {\displaystyle b_{i}} de su correspondiente fila).

## Una única ecuación diofántica lineal

### Definición
Una ecuación diofántica lineal se define como {\displaystyle ax+by=c} donde {\displaystyle a,b,c\in \mathbb {Z} } y {\displaystyle a,b\neq 0}, y los pares de soluciones {\displaystyle (x,y)} deben cumplir: {\displaystyle x,y\in \mathbb {Z} }.
Estas ecuaciones se pueden expresar con congruencias:
{\displaystyle ax\equiv c{\pmod {b}}}
{\displaystyle by\equiv c{\pmod {a}}}
También se cumple que:
{\displaystyle (\exists x,y\{ax+by=c\land x,y\in \mathbb {Z} \})\Leftrightarrow (mcd(|a|,|b|)\mid c)} 
Esto define que en la ecuación es condición necesaria y suficiente que c sea divisible por {\displaystyle mcd(|a|,|b|)} para que la ecuación tenga soluciones y además el número de pares de soluciones es infinito.

### Demostración que el número de soluciones es infinito si existe al menos una solución
Se puede demostrar esta afirmación mediante reducción al absurdo: suponemos que existe un único par que sea solución a la ecuación {\displaystyle ax+by=c} , este par será denominado {\displaystyle (x_{0},y_{0})}.
Se forma una combinación lineal {\displaystyle (x_{0}-bm,y_{0}+am)} donde m es un entero arbitrario.
Sabiendo que {\displaystyle (x_{0},y_{0})} es un par solución, se tiene la siguiente igualdad: {\displaystyle ax_{0}+by_{0}=c}. Se quiere averiguar si la siguiente igualdad es verdadera:
{\displaystyle a(x_{0}-bm)+b(y_{0}+am)=ax_{0}+by_{0}}
{\displaystyle ax_{0}-abm+by_{0}+abm=ax_{0}+by_{0}}
{\displaystyle ax_{0}+by_{0}=ax_{0}+by_{0}}
Con esto se puede concluir que la igualdad es verdadera y por lo tanto:
{\displaystyle a(x_{0}-bm)+b(y_{0}+am)=c,\forall m\in \mathbb {\mathbb {Z} } },
Sabiendo esto se puede afirmar que para cualquier m entero que se escoja en la combinación lineal, será solución de la ecuación haciendo que se produzca una contradicción con la hipótesis de partida, llevando por reducción al absurdo a que el número de soluciones es infinita si existe al menos una solución.
Además, la demostración que se ha empleado será similar para obtener todas las soluciones de la ecuación solo teniendo un par solución.

### Resolución
Encontrar todas las soluciones a la ecuación diofántica lineal {\displaystyle ax+by=c}.
El primer paso es averiguar si existen soluciones y a la vez intentar simplificar la ecuación, para ello se averigua el {\displaystyle mcd(|a|,|b|)} y se realiza lo siguiente:
{\displaystyle {\frac {ax}{mcd(|a|,|b|)}}+{\frac {by}{mcd(|a|,|b|)}}={\frac {c}{mcd(|a|,|b|)}}} 
Si resulta que {\displaystyle {\frac {c}{mcd(|a|,|b|)}}} no es un número entero la ecuación no tendrá solución como se especifica en la definición.
El siguiente paso se trata de obtener que {\displaystyle (x_{0},y_{0})} sean un par solución de la ecuación. En ocasiones se puede obtener este resultado de manera sencilla, pero en otras será necesario utilizar un método sistemático utilizando el Algoritmo de Euclides.
Y en último lugar, usando el par solución obtenido anteriormente se puede generalizar el par solución a un infinito par de soluciones utilizando el mismo procedimiento que en la demostración en la definición.
{\displaystyle (x,y)=(x_{0}-bm,y_{0}+am)} o  {\displaystyle (x_{0}+bm,y_{0}-am)}, {\displaystyle \forall m\in \mathbb {Z} }

## Corolarios

### Corolario 1
Si {\displaystyle c|ab} y {\displaystyle (c,a)=1} , entonces {\displaystyle c|b} 

#### Demostración
Definimos que {\displaystyle c|ab} y {\displaystyle (c,a)=1}. Como {\displaystyle (c,a)=1} existen enteros {\displaystyle x} e {\displaystyle y} tal que: {\displaystyle cx+ay=1}.
Multiplicando ambos lados de la ecuación por {\displaystyle b} se obtiene: {\displaystyle bcx+bay=b}.
Como {\displaystyle c|bx} y {\displaystyle c|bay} (como {\displaystyle c|ab}), entonces se debe obtener que {\displaystyle c|b} tal como se quería demostrar.

### Corolario 2
Si {\displaystyle (a,b)=d}, {\displaystyle c|a} y {\displaystyle c|b} entonces {\displaystyle c|d} 

#### Demostración
Como {\displaystyle (a,b)=d} existen enteros {\displaystyle x} e {\displaystyle y} tal que: {\displaystyle ax+by=d}. Si {\displaystyle c|a} y {\displaystyle c|b} entonces: {\displaystyle c|(ax+by)}.
Como {\displaystyle ax+by=d} se debe tener que {\displaystyle c|d} 

### Corolario 3
Si {\displaystyle (a,b)=1}, {\displaystyle a|m}, y {\displaystyle b|m} entonces {\displaystyle ab|m} 

#### Demostración
Como {\displaystyle a|m} y {\displaystyle b|m}, existen enteros {\displaystyle q_{1}} y {\displaystyle q_{2}} tal que: {\displaystyle aq_{1}=m} y {\displaystyle bq_{2}=m}. Por consecuencia: {\displaystyle aq_{1}=bq_{2}}.
Tenga en cuenta que {\displaystyle a|bq_{2}} y {\displaystyle (a,b)=1}. Por el corolario 1, se puede observar que {\displaystyle a|q_{2}}. Por lo tanto existe algún entero {\displaystyle r} tal que: {\displaystyle ar=q_{2}}.
Por sustitución de {\displaystyle q_{2}} se obtiene:
{\displaystyle ar={\frac {m}{b}}}
{\displaystyle abr=m}
Como {\displaystyle ab|abr}, se deduce que {\displaystyle ab|m} 

## Ejemplos

### Ecuación lineal diofántica
Encontrar todas las soluciones a la ecuación diofántica lineal {\displaystyle 93x-81y=432}:
Primer paso:
Se aplica el Algoritmo de Euclides para encontrar {\displaystyle mcd(93,81)}.
{\displaystyle 93(1)-81(1)=12}
{\displaystyle 81(1)-12(6)=9}
{\displaystyle 12(1)-9(1)=3}
{\displaystyle 9(1)-3(3)=0}
Se obtiene que {\displaystyle mcd(93,81)=3}
Por tanto, la ecuación tiene soluciones y podemos simplificar dividiendo la ecuación original entre 3, con lo que se obtiene : {\displaystyle 31x+27y=144}
Se vuelve a aplicar el Algoritmo de Euclides junto a la Identidad de Bézout para encontrar un par solución.
{\displaystyle 31(1)-27(1)=4}
{\displaystyle 27(1)-4(6)=3}
{\displaystyle 4(1)-3(1)=1}
Ahora el objetivo será encontrar una expresión tal que {\displaystyle 31(\alpha )+27(\beta )=1}. Para ello se expresa 4 y 3 en función de 31 y 27.
{\displaystyle 27(1)-(6)(31(1)-27(1))=3}
{\displaystyle 27(7)-31(6)=3}
Ahora se sustituye en el final:
{\displaystyle 31(1)-27(1)-(27(7)-31(6))=1}
{\displaystyle 31(7)+27(-8)=1}
{\displaystyle \alpha =7,\ \beta =-8}
Una vez se obtiene la expresión que se estaba buscando se multiplican los dos lados de la igualdad por 144
{\displaystyle 144(31(7)-27(8))=144}
{\displaystyle 31(1008)-27(1152)=144}
{\displaystyle (x_{0},y_{0})=(1008,1152)}
Y la solución general sería:
{\displaystyle (x,y)=(1008+27m,1152+31m),\forall m\in \mathbb {Z} }

### Sistema de ecuaciones lineales diofánticas
Resolver el siguiente sistema de ecuaciones diofánticas:
{\displaystyle {\begin{cases}2x+y+z=12\\3x+y+2z=9\end{cases}}}
Se despeja {\displaystyle z} en la primera ecuación:
{\displaystyle 12-2x-y=z}
Y se sustituye en la segunda:
{\displaystyle 3x+y+2(12-2x-y)=9}
{\displaystyle -x-y=-15}
{\displaystyle x+y=15}
Una solución particular:
{\displaystyle (x_{0},y_{0})=(15,0)}
Y la general:
{\displaystyle (x,y)=(15-m,m),\forall m\in \mathbb {Z} }
Se obtiene {\displaystyle z} usando la igualdad obtenida anteriormente:
{\displaystyle z=12-2(15-m)-m}
{\displaystyle z=-18+m}
Y finalmente se obtiene la solución para todo el sistema de ecuaciones diofánticas lineal:
{\displaystyle (x.y,z)=(15-m,m,m-18),\forall m\in \mathbb {Z} }